# Большая Вырка
Большая Вырка — река в России, протекает по Тульской области. Левый приток Оки.

## География
Большая Вырка образуется в районе села Песковатское в результате слияния двух рек — Верхняя Вырка и Нижняя Вырка. Течёт на восток, пересекает автодорогу Р92 и впадает в Оку западнее платформы Чекалин. Устье реки находится в 1200 км от устья Ок по левому берегу. Совокупная длина рек Нижняя Вырка и Большая Вырка составляет 18 км, площадь водосборного бассейна — 95,9 км².

## Данные водного реестра
По данным государственного водного реестра России относится к Окскому бассейновому округу, водохозяйственный участок реки — Ока от города Белёв до города Калуга, без рек Упа и Угра, речной подбассейн реки — бассейны притоков Оки до впадения Мокши. Речной бассейн реки — Ока.
Код объекта в государственном водном реестре — 09010100512110000019555.